# Windsor Wild
Windsor Wild byl profesionální kanadský klub ledního hokeje, který sídlil ve Windsoru v provincii Québec. V letech 2011–2012 působil v profesionální soutěži Ligue Nord-Américaine de Hockey. Wilds ve své poslední sezóně v LNAH skončily v základní části na čtvrtém místě. Své domácí zápasy odehrával v hale Centre J. A. Lemay s kapacitou 1 200 diváků. Klubové barvy byly červená a zelená.
Založen byl v roce 2011 po přestěhování týmu Sherbrooke Saint-François do Windsoru. Zanikl v roce 2012 přestěhováním do Cornwallu, kde byl vytvořen tým Cornwall River Kings.

## Přehled ligové účasti
Zdroj: 
- 2011–2012: Ligue Nord-Américaine de Hockey